# Reshmie Oogink
Reshmie Shari Oogink (26 ottobre 1989) è una taekwondoka olandese.

## Palmarès

### Europei di taekwondo
- Bronzo a Campionati europei di taekwondo 2016